# Cooper Teare
 (juin 2022).

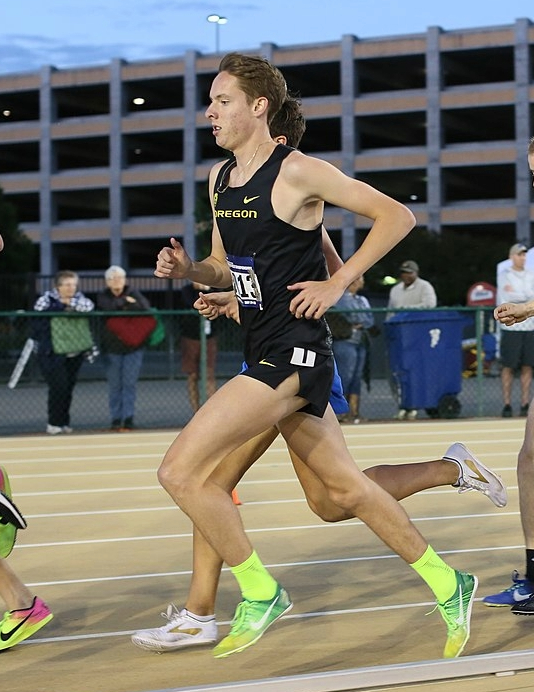

Cooper Teare (né le 18 août 1999 à Alameda) est un athlète américain spécialiste des courses de fond et de demi-fond.

## Biographie
Il remporte la médaille de bronze du 1 500 m lors des championnats panaméricains juniors de 2017. 
Vainqueur du 5 000 m lors des championnats NCAA 2022 dans le temps de 13 min 12 s 27, il décroche son premier titre national, sur 1 500 m, à l'occasion des  championnats des États-Unis 2022 en s'imposant dans le temps de 3 min 45 s 86.

## Palmarès

### National
- Championnats des États-Unis d'athlétisme
  - vainqueur du 1 500 m en 2022

## Records
| Épreuve | Temps         | Lieu     | Date         |
| ------- | ------------- | -------- | ------------ |
| 1 500 m | 3 min 34 s 81 | Eugene   | 6 mai 2022   |
| 5 000 m | 13 min 6 s 73 | Stanford | 19 mars 2022 |